# Martina Čufar
Martina Čufar, née en 1977, est une grimpeuse slovène. Elle a été la septième femme à atteindre le niveau 8c, en enchaînant Vizija à Osp, en Slovénie en 2005.

## Palmarès

### Championnats du monde
Précoce, elle réalise un podium en catégorie junior, puis elle devient championne du monde d'escalade 2001 , en épreuve de difficulté.
| Date       | Final | Catégorie  | Année | Organisateur | Pays   | Lieu        |
| ---------- | ----- | ---------- | ----- | ------------ | ------ | ----------- |
| 05/09/2001 | 01    | difficulté | 2001  | UIAA         | Suisse | Winterthour |
| 06/10/1995 | 03    | junior     | 1995  | UIAA         | France | Laval       |

### Coupe du monde d'escalade
Martina Cufar a remporté trois podium à la coupe du monde : Deux médailles de bronze  en 1999 et 2002 et une d'argent  en 2001.
| Date       | Place | Final                  | Catégorie  | Année | Organisateur | Pays     | Lieu          | Note |
| ---------- | ----- | ---------------------- | ---------- | ----- | ------------ | -------- | ------------- | ---- |
| 11/07/2001 | 01    | 02                     | difficulté | 2001  | UIAA         | France   | Chamonix      |      |
| 16/11/2001 | 01    | 02                     | difficulté | 2001  | UIAA         | Slovénie | Kranj         |      |
| 17/05/2002 | 01    | Cartons rouges retirés | difficulté | 2002  | UIAA         | Russie   | Ekaterinbourg |      |

### Championnats d'Europe
Martina Cufar a remporté une  Médaille d'argent  en épreuve de difficulté aux Championnats d'Europe d'escalade 2002
| Date       | Final | Catégorie  | Année | Organisateur | Pays   | Lieu     |
| ---------- | ----- | ---------- | ----- | ------------ | ------ | -------- |
| 11/07/2002 | 02    | difficulté | 2002  | UIAA         | France | Chamonix |

### Coupe d'Europe
| Date       | Place | Final | Catégorie | Année | Organisateur | Pays      | Lieu        |
| ---------- | ----- | ----- | --------- | ----- | ------------ | --------- | ----------- |
| 08/06/1996 | 01    | 05    | junior    | 1996  | ?            | Allemagne | Dortmund    |
| 14/09/1996 | 01    | 05    | junior    | 1996  | ?            | Slovénie  | Skofja Loka |

### Autres compétitions internationales
| Date       | Final | Catégorie                        | Année | Organisateur | Pays     | Lieu            |
| ---------- | ----- | -------------------------------- | ----- | ------------ | -------- | --------------- |
| 20/04/2002 | 01    | Manifestation Goldfinger Klimaxn | 2002  |              | Belgique | Puurs           |
| 19/07/2002 | 01    | Masters                          | 2002  | UIAA         | France   | Serre Chevalier |
| 14/09/2001 | 01    | Rock Masters                     | 2001  | UIAA         | Italie   | Arco            |
| 07/12/2002 | 03    | Événement                        | 2002  |              | Chine    | Schengzheng     |
| 20/07/2001 | 03    | Masters                          | 2001  | UIAA         | France   | Serre Chevalier |
| 10/09/1999 | 03    | Rock Masters                     | 1999  | UIAA         | Italie   | Arco            |
| 09/09/2000 | 03    | Rock Masters                     | 2000  | UIAA         | Italie   | Arco            |
| 07/09/2002 | 03    | Rock Masters                     | 2002  | UIAA         | Italie   | Arco            |